# 东风街道 (北京市)
东风街道，是中华人民共和国北京市房山區下辖的一个街道办事处。

## 历史
东风街道办事处成立于1976年，当时属燕山石油化工区办事处，名称源于1967年建设的东风化纤地毯厂等机构。1980年10月改属燕山区，燕山区撤销后改属房山区燕山办事处。

## 行政区划
东风街道下辖以下地区：
东风南里社区、东风东里社区、东风北里社区、羊耳峪北里社区、木头岭社区、东流水社区、羊耳峪里第一社区、羊耳峪里第二社区和羊耳峪西区社区。